# Parafia św. Maksymiliana Męczennika w Oświęcimiu
Parafia św. Maksymiliana Męczennika – rzymskokatolicka parafia znajdująca się w Oświęcimiu, na Osiedlu. Należy do dekanatu Oświęcim w diecezji bielsko-żywieckiej. Erygowana w 1983. Jest prowadzona przez księży diecezjalnych.